# Castéra-Lou
 Castéra-Lou  es una comuna y población de Francia, en la región de Mediodía-Pirineos, departamento de Altos Pirineos, en el distrito de Tarbes y cantón de Pouyastruc.
Su población en el censo de 1999 era de 154 habitantes.
Está integrada en la Communauté de communes du Riou de Loulès.

## Demografía
| 123 | 108 | 99 | 145 | 163 | 154 |
| Para los censos de 1962 a 1999 la población legal corresponde a la población sin duplicidades (Fuente: INSEE [Consultar]) |     |    |     |     |     |